# Martin Monnickendam
Martin (Martijn) Monnickendam (Amsterdam, 25 februari 1874 – aldaar, 4 januari 1943) was een Nederlandse kunstschilder en tekenaar. Zijn joodse ouders waren Nathan Meijer Monnickendam en Roosje Rippe. Hij genoot zijn opleiding van 1891 tot 1893 aan de Rijksacademie voor Beeldende Kunsten en was leerling van de tekenschool Felix Meritis, beide in Amsterdam. Hij beoefende de genres schilderen, aquarelleren, etsen, tekenen en lithograferen. Als onderwerpen koos hij vaak de stad Amsterdam of joodse thema's.
In 1904 werd Monnickendam lid van de kunstenaarsvereniging Arti et Amicitiae, in 1905 van Sint Lucas en in 1916 van De Onafhankelijken.
Monnickendam trouwde in 1906 met Alice Mouzin, toen nog directrice van de Industrieschool voor Vrouwelijke Jeugd. Het gezin was woonachtig in de Grensstraat en Stadhouderskade 92 te Amsterdam.
Er was een eretentoonstelling in 1924 in het Stedelijk Museum in Amsterdam in verband met zijn vijftigste verjaardag. Op zijn zestigste verjaardag in 1934 organiseerde zijn vriend Bernard Houthakker daarvoor een tentoonstelling.
Monnickendam werd in 1934 benoemd tot Officier in de Orde van Oranje Nassau.
Hij stond op het punt op transport gezet te worden naar een van de concentratiekampen toen hij ten gevolge van een longontsteking overleed.

## Tentoonstelling en stichting
In 2009 werd de tentoonstelling 'Het Amsterdam van Martin Monnickendam' in het Stadsarchief Amsterdam gehouden. Alle tekeningen hadden de hoofdstad als onderwerp. Bij de tentoonstelling werd de oeuvrecatalogus en monografie gepresenteerd.
Er bestaat een Stichting Vrienden van de schilder Martin Monnickendam, gevestigd in Amsterdam, die de nalatenschap van de schilder beheerde en zijn werk onder de aandacht wil brengen van een groter publiek. In 1999 en 2009 schonk de stichting een grote hoeveelheid werken aan enkele museale instellingen in Amsterdam.

## Schilderijen en tekeningen
Het werk van Martin Monnickendam is onder meer te vinden in het Joods Historisch Museum, Teylers Museum in Haarlem, Rijksmuseum, het Stadsarchief Amsterdam, het Kunstmuseum Den Haag (voorheen Gemeentemuseum Den Haag) en het Amsterdam Museum.

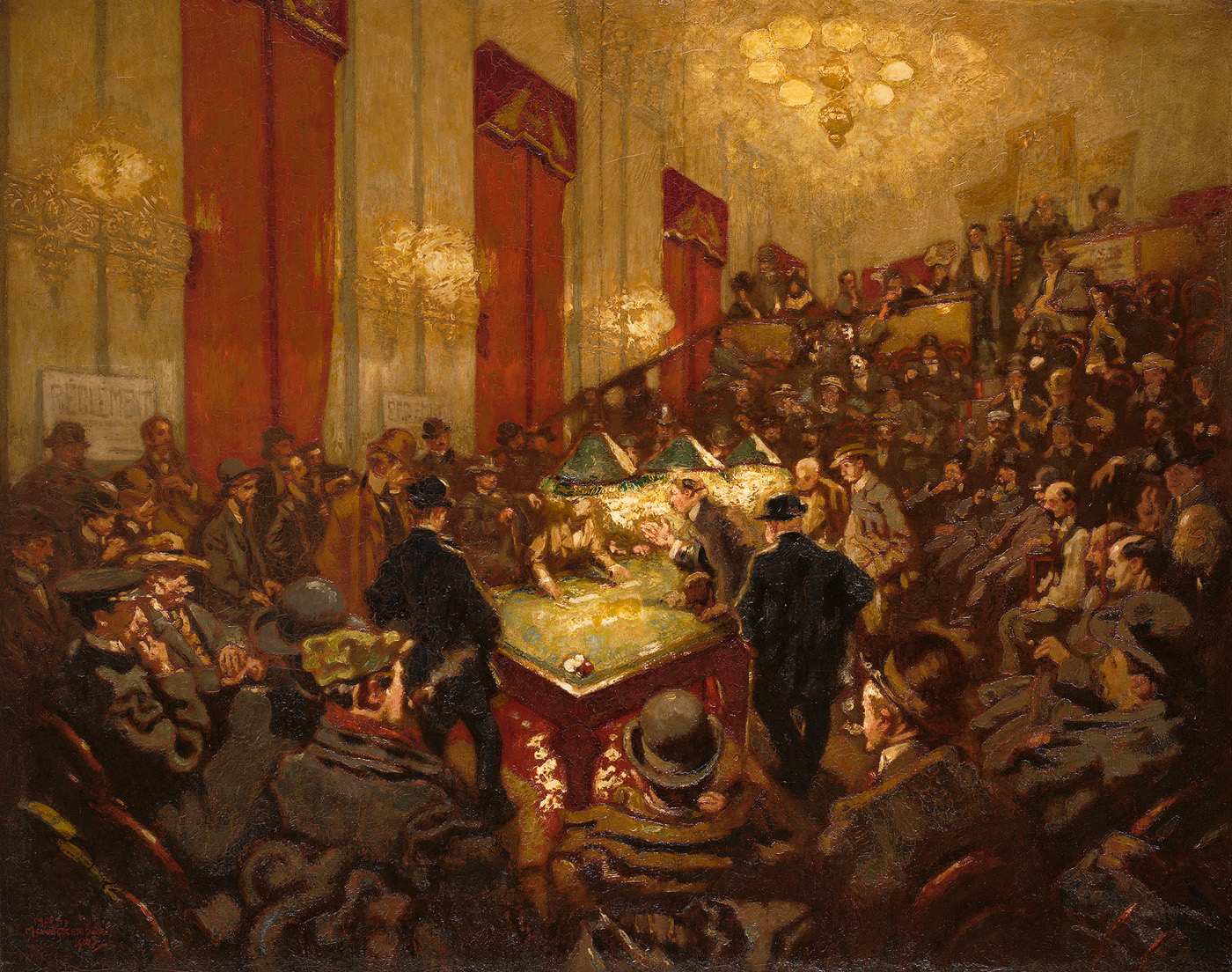
Académie de Billard (1907)
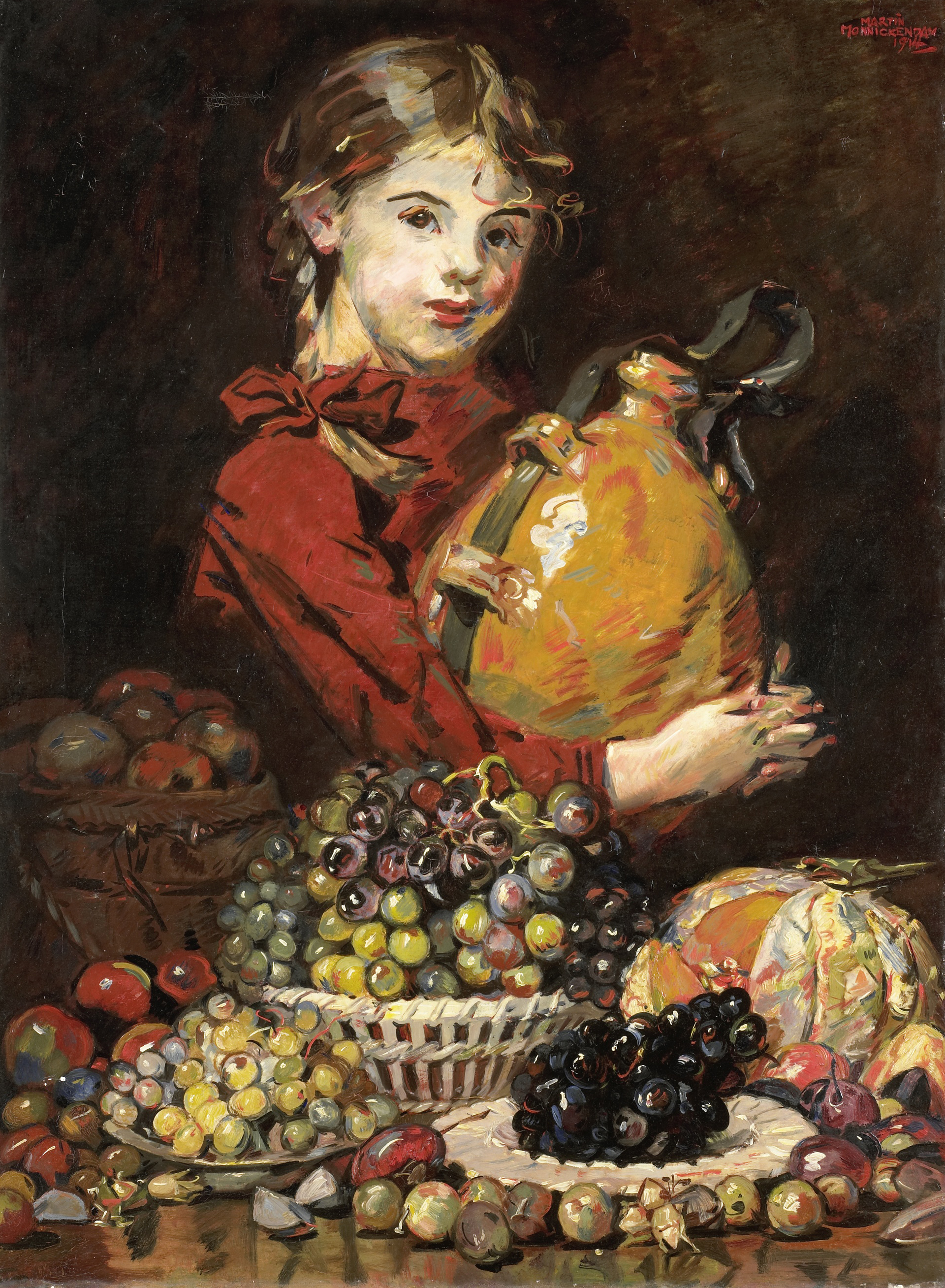
Monarosa, dochter van de schilder, als fruitverkoopster (1914)
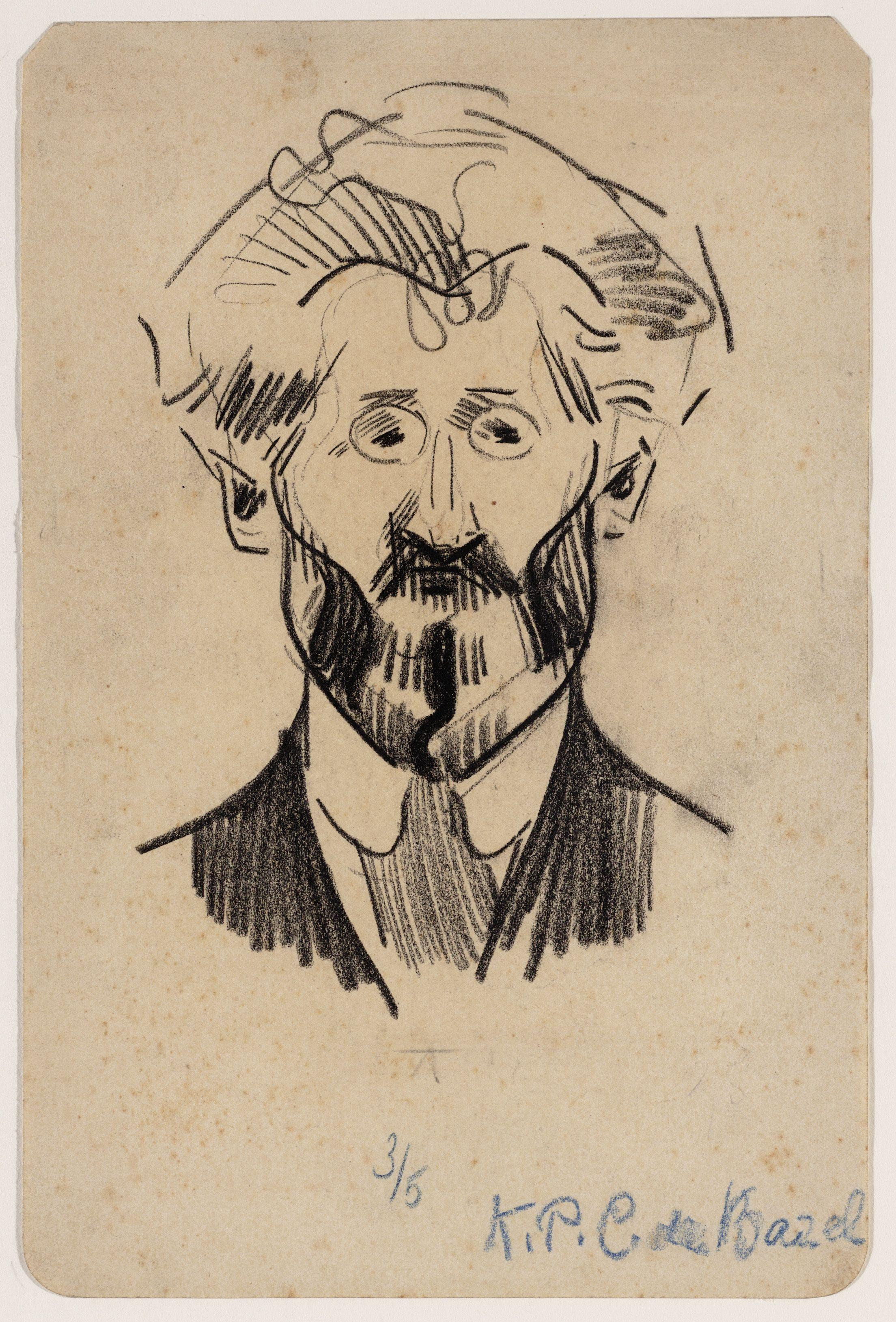
Portret van de architect Karel de Bazel (1869-1923) (1915)
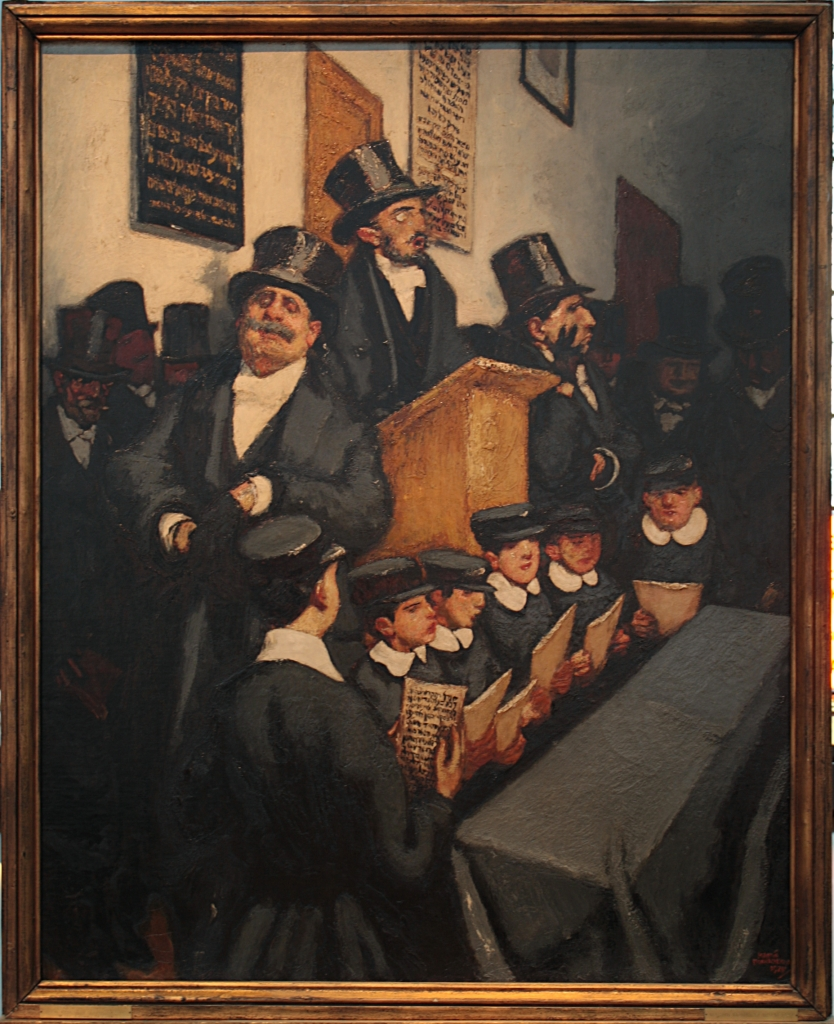
De Weesjongens (1924)
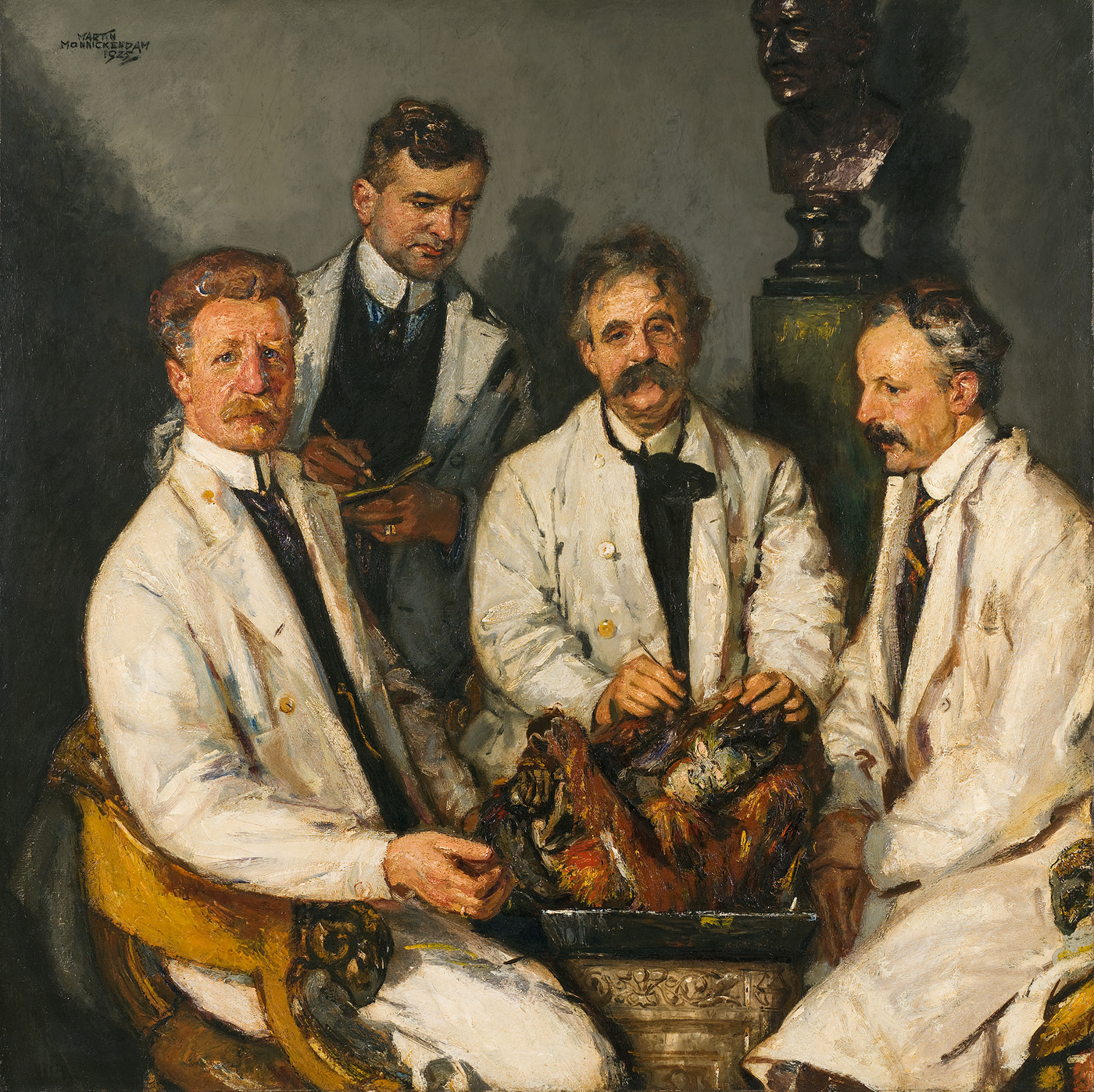
Anatomische les van Prof. L. Bolk (1925)
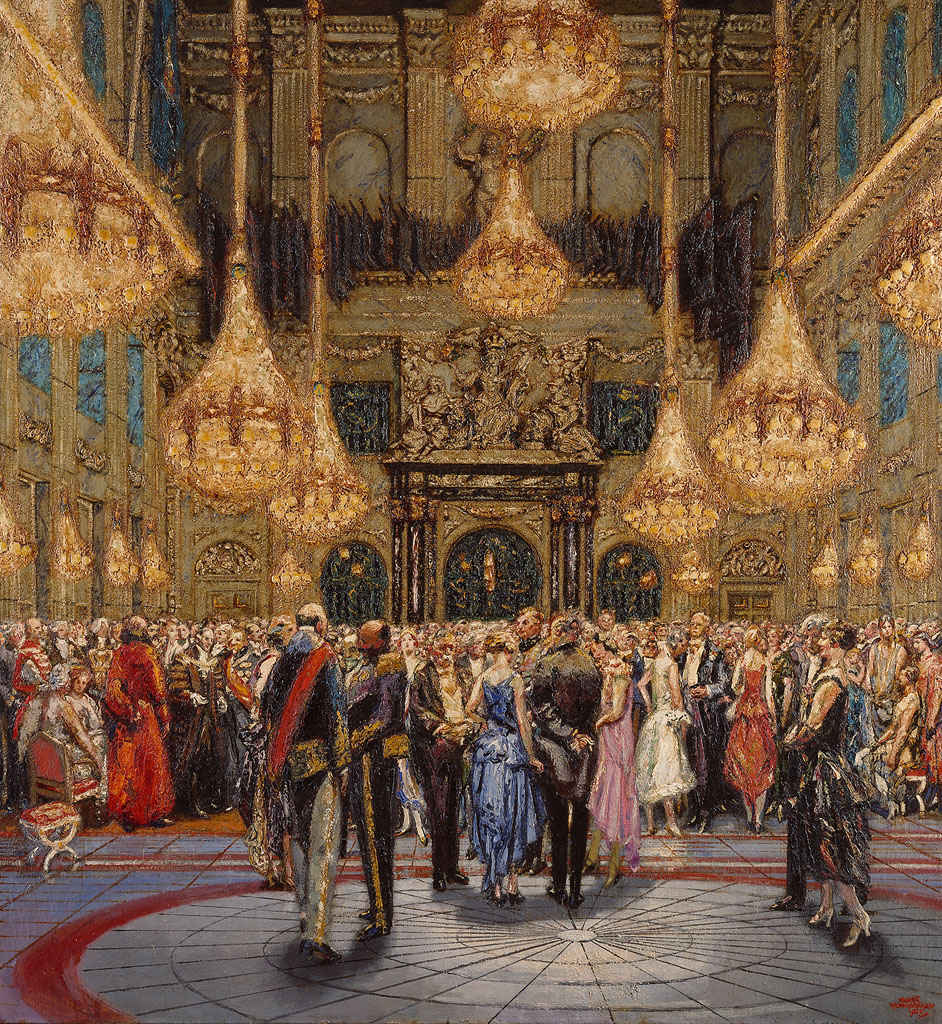
De ontvangst van de Lord Mayor in de Burgerzaal van het Paleis op de Dam (1929)

- Biografisch Portaal: 22213853
- Digitale Bibliotheek voor de Nederlandse Letteren: monn004
- Gemeinsame Normdatei: 121751783
- International Standard Name Identifier: 0000 0000 6682 3801
- Library of Congress Control Number: nr00002142
- Nationale Bibliotheek van Israël: 987007265553205171
- Nederlandse Thesaurus van Auteursnamen: 069941297
- RKD-Nederlands Instituut voor Kunstgeschiedenis: 56902
- Système universitaire de documentation: 083918914
- Union List of Artist Names: 500002011
- Virtual International Authority File: 45165478
- WorldCat: E39PBJB4bjfxqpc7PfX3X9CYT3